# Доменикини, Марко
Марко Доменикини (итал. Marco Domenichini; род. 21 октября 1958, Специя, Италия) — итальянский футболист и футбольный тренер.

## Карьера
Воспитанник футбольных клубов «Каналетто» и «Фиорентина». В составе молодёжной команды «Фиорентины» дважды выигрывал «Турнир Виареджо» в 1978 и 1979 годах. В сезоне 1979/80 выступал за клуб «Пескара», сыграл 4 матча в Серии А. Затем выступал за клубы из низших дивизионов — «Эмполи» (1980—1982), «Паганезе» (1982—1983), «Рондинелла» (1983—1984), «Массезе» (1984—1986).
После завершения карьеры футболиста, Доменикини работал детским и юношеским тренером в молодёжном депортаменте «Эмполи». В 1997 году новый главный тренер «Эмполи» Лучано Спаллетти пригласил Марко в свой штаб. В дальнейшем Доменикини был ассистентом Спаллетти во всех клубах, которые тот возглавлял — «Сампдория» (1998—1999), «Венеция» (1999—2000), «Удинезе» (2001), «Анкона» (2001—2002), «Удинезе» (2002—2005), «Рома» (2005—2009), «Зенит» (2009—2014), «Рома» (2016—2017), «Интернационале» (2017—2019). В сотрудничестве со Спаллетти Марко Доменикини стал двукратным обладателем Кубка Италии с «Ромой» (2006/07, 2007/08) и двукратным чемпионом России с «Зенитом» (2010, 2011/12).
В петербургском «Зените» Доменикини входил в тренеский штаб Спаллетти и его итальянских помощников — тренера защитников Даниеле Бальдини и тренера по физподготовке Альберто Бартали.